# Annihilate This Week
Annihilate This Week è il sesto EP del gruppo hardcore punk statunitense Black Flag, pubblicato postumo nel 1990 su SST Records. Il disco è composto di tre brani live; la title track è stata registrata nell'ultimo concerto della band, mentre le altre erano già state pubblicate in Who's Got the 10½?.

## Tracce
1. Annihilate this Week – 4:14 (Ginn))
2. Best One Yet – 2:35 (Roessler, Rollins)
3. Sinking – 5:04 (Ginn, Rollins)

## Formazione
Black Flag
- Henry Rollins - voce
- Greg Ginn - chitarra
- C'el Revuelta - basso (traccia 1)
- Kira Roessler - basso (tracce 2 e 3)
- Anthony Martinez - batteria

Produzione
- Greg Ginn - produzione
- David Claassen - missaggio
- Drew Canulette - ingegneria del suono
- David Levine - ingegneria del suono
- John Goodenough - ingegnere del missaggio
- Kara Nicks - copertina
- Jordan Schwartz - copertina
- Naomi Petersen - fotografia